# 夜の指定席
夜の指定席（よるのしていせき）は、NHK総合テレビで1978年4月7日から1984年3月10日まで放送されていた演芸番組。

## 概要
当時のNHK総合テレビジョンはオイルショックの影響で深夜放送を自粛（基本的に23:15までで打ち切り）していたが、この番組は金・土曜日の23:00-23:45の枠に、漫才・落語・民謡・演劇などを取り上げた公開収録の模様を放送していた。特に日本の20世紀を代表する漫才師・落語家の名演が多数放送され、それらは今日でもNHKアーカイブスなどでも閲覧できる。
1985年4月5日から1989年3月18日までは「演芸指定席」が放送された。
なおこの当時、NHK総合は原則として平日の放送は23:15に放送終了となっていたが、この番組の開始に伴い、当番組の実施日は最終ニュース番組「今日のニュース」を23:45-23:57（うち、23:53-57がローカルニュース）に繰り下げて、その後に放送終了の字幕と写真（火の元・戸締り喚起）→君が代演奏・日章旗掲揚→各局IDを23:59にかけて行った。

## 関連番組
- 日本の話芸
- 芸術劇場
- 真打ち競演
- ラジオ名人寄席
- 上方演芸会
- 上方演芸ホール